# Tribunal aux armées de Paris
Cet article possède un paronyme, voir tribunal militaire aux armées (France).
Le tribunal aux armées de Paris (TAAP) est la dernière juridiction spécifiquement militaire en France, dissoute le 1er janvier 2012. Créé par une loi du 10 novembre 1999, il avait succédé aux tribunaux des forces armées (TFA) de Paris et d'Allemagne (dissous à compter du 1er juillet 2000).
Ce tribunal siégeait à Paris, conformément à l'article R. 111-1 du code de justice militaire (CJM). Il était situé au 34 rue Chaligny, dans le 12e arrondissement.

## Champ de compétence
Le TAAP jugeait, en temps de paix, les infractions commises hors du territoire par les militaires français ou dont les militaires français étaient victimes hors du territoire national. Son domaine de compétence et ses règles de fonctionnement étaient régis par le code de justice militaire, notamment par les articles L. 121-1 et suivants.
Cette juridiction était compétente aussi bien pour les infractions purement militaires punies par le code de justice militaire que pour les infractions de droit commun, notamment celles prévues et sanctionnées par le code pénal, qui étaient commises hors de France par ou au préjudice de militaires français.
Sa compétence s'étendait également à toutes les personnes qui travaillaient hors de France au profit de l'armée et toutes les personnes à la charge de militaires déployés à l'étranger, en particulier leurs familles.

## Composition
Le TAAP à proprement parler était composé de 2 magistrats à titre permanent, s'agissant de magistrats de l'ordre judiciaire, détachés au sein du ministère de la Défense pour une durée de trois ans renouvelable : un juge d'instruction et un procureur.
Le juge d'instruction relevait exclusivement de sa hiérarchie judiciaire habituelle (premier président et chambre de l'instruction pour le juge d'instruction du tribunal) et n'avait donc pas de compte à rendre, en principe, à la hiérarchie militaire. Son statut de détaché le privait cependant des garanties statutaires de la magistrature.
Différence notable par rapport à l'organisation de droit commun des juridictions et en regard des principes du droit, le procureur de la République (portant le grade fonctionnel de colonel), directement détaché auprès du ministre de la Défense par le ministère de la Justice, était seul chef de la juridiction (par dérogation aux autres tribunaux qui sont organisés de manière bicéphale, ou « dyarchique », avec un président et un procureur de la République qui la dirigent conjointement). Il assurait l'organisation du tribunal, son fonctionnement, gérait les ressources humaines et les finances de la juridiction. L'affectation à ce poste stratégique était soigneusement contrôlée par l'exécutif et le dernier procureur militaire nommé avant la suppression de la juridiction fut d'ailleurs une proche collaboratrice de la Garde des Sceaux Rachida Dati.
Les enquêtes étaient assurées hors du territoire par des officiers de police judiciaire des forces armées de la gendarmerie prévôtale.
Les magistrats du TAAP étaient assistés par des greffiers militaires : un officier greffier, chef de greffe, un officier adjoint et des sous-officiers greffiers.

## Jugement devant le TAAP
Pour le jugement des affaires traitées par le TAAP, la juridiction comportait (article L. 111-3 du code de justice militaire) :
- Une chambre de police pour juger les contraventions.
- Une chambre correctionnelle pour juger les délits.
- Une chambre criminelle, équivalent de la cour d'assises et composée de la même manière, sauf s'il existait un risque de divulgation d'un secret de la défense nationale. Dans ce dernier cas la chambre criminelle du TAAP n'était composée que de magistrats professionnels comme pour les cours d'assises spéciales prévues en matière de terrorisme (un président et six magistrats assesseurs au premier jugement / huit en appel).

Ces chambres étaient présidées par un conseiller de la Cour d'appel de Paris, assisté de magistrats des tribunaux de Paris et du ressort de la Cour d'appel de Paris.
Les procès étaient publics sauf à ce qu'il soit fait application des règles habituelles de huis clos, prévues notamment pour préserver l'ordre ou les victimes d'agressions sexuelles.
Une chambre de l'instruction et des chambres des appels correctionnels de la Cour d'appel de Paris étaient chargées d'examiner les recours formés contre les décisions du juge d'instruction du TAAP ou de ses formations de jugement. Leurs décisions étaient elles-mêmes susceptibles d'un pourvoi en cassation.
Sauf disposition particulière du code de justice militaire, les règles ordinaires de la procédure pénale s'appliquaient devant le TAAP.

## Suppression
La loi du 13 décembre 2011 relative à la répartition des contentieux a transféré ses compétences à une chambre spécialisée du tribunal de grande instance de Paris à compter du 1er janvier 2012.

## Dossiers du TAAP
Le TAAP traitait de nombreux dossiers sensibles en raison des enjeux militaires, politiques et diplomatiques inhérents à son champ de compétence.
Étaient entre autres suivis par cette juridiction à la date de sa suppression les dossiers suivants :
- La plainte des familles de soldats tués pendant l'embuscade de la vallée d'Uzbin en août 2008.
- Les plaintes visant l'action de l'armée française lors du génocide des Tutsi du Rwanda[3].
- La mort de neuf militaires dans le bombardement du camp français de Bouaké en Côte d'Ivoire en novembre 2004[4].
- Le meurtre de Firmin Mahé, ressortissant ivoirien tué par des militaires français[5].

À l'exception du dossier Mahé, aucune de ces affaires, parfois fort anciennes, ne semblait avoir connu d'avancée notable à la date de dissolution de cette juridiction d'exception. Ainsi, dans le dossier de l'embuscade d'Uzbin, la plainte initiale déposée auprès de la procureure militaire Alexandra Onfray était classée en février 2010. Il faudra attendre la disparition du Tribunal aux armées pour que la cour d'appel de Paris ordonne l'ouverture d'une information judiciaire le 30 janvier 2012.